# عبد الإمام فيصل (جزيرة مينو)
عبد الإمام فيصل (بالفارسية: عبدالامام فیصل) هي منطقة سكنية تقع في إيران في قسم جزيرة مينو الريفي.